# فلاویو ویاویسنسیو
فلاویو ویاویسنسیو (انگلیسی: Flavio Villavicencio؛ زادهٔ ۹ دسامبر ۱۹۶۴) وزنه‌بردار اهل کوبا بود. وی در بازی‌های المپیک تابستانی ۱۹۹۲ شرکت کرده‌است.